# Gimmel (Schmölln)
Gimmel ist ein weilerartiger Ortsteil der Stadt Schmölln im Landkreis Altenburger Land in Thüringen.

## Lage
Der Weiler liegt westlich von Altkirchen an der Kreisstraße 522 im Altenburg-Zeitzer Lösshügelland südlich der Blauen Flut.

## Geschichte
Am 24. September 1140 wurde der Ort erstmals urkundlich erwähnt. Gimmel gehörte zum wettinischen Amt Altenburg, welches ab dem 16. Jahrhundert aufgrund mehrerer Teilungen im Lauf seines Bestehens unter der Hoheit folgender Ernestinischer Herzogtümer stand: Herzogtum Sachsen (1554 bis 1572), Herzogtum Sachsen-Weimar (1572 bis 1603), Herzogtum Sachsen-Altenburg (1603 bis 1672), Herzogtum Sachsen-Gotha-Altenburg (1672 bis 1826). Bei der Neuordnung der Ernestinischen Herzogtümer im Jahr 1826 kam der Ort wiederum zum Herzogtum Sachsen-Altenburg.
Nach der Verwaltungsreform im Herzogtum gehörte Gimmel bezüglich der Verwaltung zum Ostkreis (bis 1900) bzw. zum Landratsamt Ronneburg (ab 1900). Das Dorf gehörte ab 1918 zum Freistaat Sachsen-Altenburg, der 1920 im Land Thüringen aufging. 1922 kam es zum Landkreis Altenburg.
Am 1. Juli 1950 wurde Gimmel nach Trebula eingemeindet, welches am 5. August 1961 zu Altkirchen kam. Bei der zweiten Kreisreform in der DDR wurden 1952 die bestehenden Länder aufgelöst und die Landkreise neu zugeschnitten. Somit kam Gimmel als Ortsteil von Trebula mit dem Kreis Schmölln an den Bezirk Leipzig; jener gehörte seit 1990 als Landkreis Schmölln zu Thüringen und ging bei der thüringischen Kreisreform 1994 im Landkreis Altenburger Land auf.
Am 1. Januar 2019 wurde Altkirchen nach Schmölln eingemeindet, seitdem ist Gimmel ein Ortsteil der Stadt.

## Wirtschaft
In Gimmel befindet sich die Verwaltung der Agrargenossenschaft Altenburger Land Dobitschen e.G. mit einer Milchviehanlage.

## Persönlichkeiten
- Florus Kertscher (* 1892 in Gimmel; † 1966 in Dresden), Agrarwissenschaftler und Agrikulturchemiker
- Helene Lange (* 1914 in Gimmel; † 1996), Politikerin (CDU), Mitglied des niedersächsischen Landtages